# Ellen van der Ploeg
Elly Corry van der Ploeg, bekend als Ellen van der Ploeg, (Den Haag, 14 januari 1923 – Oss, 6 februari 2013) was een Nederlands slachtoffer en getuige van en activiste over Japanse dwangprostitutie tijdens de Tweede Wereldoorlog.

## Vroege leven
Van der Ploeg, geboren in Den Haag, was de oudste van drie kinderen van een Nederlandse vader en moeder uit Surabaya. Op haar dertiende ging ze naar de hbs in Semarang. Ze kreeg na het behalen van haar diploma hbs-a, in 1942, haar eerste baan in Surabaya. Na het uitbreken van de Tweede Wereldoorlog vond haar vader dat ze bij de familie moest zijn en vond ze een baan in Djember, waar haar ouders een winkel hadden.

## Tweede Wereldoorlog
De vader van Van der Ploeg moest als reservist opkomen en werd kort na de capitulatie van Nederlands-Indië krijgsgevangen gemaakt. In maart 1943 werd aangekondigd dat de kinderen van het gezin geïnterneerd zouden worden. De moeder was van geboorte geen Nederlandse en hoefde niet mee, maar ging vrijwillig met haar kinderen mee. Het gezin werd eerst twee weken met andere Nederlanders in een autoshowroom vastgehouden. Daarna volgde een tocht naar Halmaheira, een als interneringskamp ingerichte wijk in Semarang.
In februari 1944 werd ze met veertien andere jonge vrouwen geselecteerd om haar koffer te pakken. Ze werden onder het mom van het krijgen van een baan weggeleid uit het kamp. In werkelijkheid werden de vrouwen opgesloten in een herenhuis in een chique wijk van Semarang dat dienst deed als bordeel. Gedurende drie maanden moest Van der Ploeg dagelijks Japanse soldaten ontvangen. Eind mei 1944 werd het bordeel op last van de Japanse inspectie gesloten en werden de vrouwen teruggebracht naar Halmaheira. Eerst controleerde de Japanse bezetter de gezinnen waarvan een dochter was misbruikt in het kamp Kota Paris in Buitenzorg en later in Kramat (Jakarta). Van der Ploeg vertelde summier haar ervaringen aan haar moeder, waarop zij haar adviseerde te zwijgen en het zo snel mogelijk te vergeten.
Het kamp werd eind augustus 1945 bevrijd en toen kwam het nieuws dat de vader van Van der Ploeg in 1943 was overleden toen het Japanse schip waar hij met 539 andere krijgsgevangenen op zat werd getorpedeerd door de geallieerden. De Van der Ploegs werden weken na hun vrijlating wederom geïnterneerd, ditmaal door Indonesische nationalisten. Na een jaar kwamen ze vrij, waarna moeder Van der Ploeg een schriftelijke verklaring regelde van een hoge militaire instantie in Jakarta dat haar dochter was gedwongen tot prostitutie. Daarna verliet de familie het land.

## Leven na de oorlog en activisme
In 1946 repatrieerden de Van der Ploegs naar Nederland. Ellen kwam een jaar lang bij een gynaecoloog voor de behandeling van geslachtsziekte die ze in het bordeel had opgelopen. In 1953 trouwde ze met een man die in de oorlog een Joodse onderduiker was, naar eigen zeggen was hij een vaderfiguur. Het huwelijk duurde tien jaar. Toen Van der Ploeg in 1964 wegens baarmoederhalskanker opnieuw naar een gynaecoloog ging kon ze over haar ervaringen praten.
Van der Ploeg werd directiesecretaresse bij Uitgeverij Bruna. Toen begin jaren negentig drie Koreaanse vrouwen naar buiten kwamen met hun verhalen over gedwongen prostitutie en later ook Jan Ruff O'Herne (die in hetzelfde bordeel had gezeten als haar) naar buiten trad, besloot Van der Ploeg ook naar buiten te treden met haar verhalen. In 1993 getuigde ze namens de Stichting Japanse Ereschulden voor de juridische commissie van de Verenigde Naties voor oorlogsslachtoffers. Ze getuigde ook voor diverse mensenrechtenorganisaties en in 1994 getuigde ze ook in Japan zelf. In 1995 schreef ze samen met journalist Jos Goos een boek over haar ervaringen uit de oorlog .